# ألفرد نيلسون (لاعب كريكت)
ألفرد نيلسون (13 نوفمبر 1871 في المملكة المتحدة - 2 مايو 1927 في المملكة المتحدة) (بالإنجليزية: Alfred Nelson)‏ هو لاعب كريكت بريطاني. لعب مع نادي وارويكشاير للكريكيت ‏.

## وصلات خارجية
- ألفرد نيلسون على موقع إي آس بي آن كريك إنفو (الإنجليزية)